# Vendel (gebiedsnaam)
Een  vendel was in de periode van de Chinese Qing-dynastie een territoriale indeling van het gebied dat nu de republiek Mongolië is. Dat gebied maakte tussen 1691 en 1911 deel uit van het Chinese rijk. De dominante bevolkingsgroep in het gebied, de Khalkha-Mongolen, had zich in 1691 onderworpen aan de Chinese keizer Kangxi. Het gebied werd voor 1691 beheerst en bestuurd door een aantal Khans van de Khalkha's, die ieder hun eigen territorium hadden in de vorm van een kanaat. 
De Mantsjoes, de heersende elite in de Chinese samenleving, braken de macht van de Khans. De kanaten van de Khalkha's gingen ajmags heten en werden gereorganiseerd. Die gebieden werden verdeeld in kleinere territoriale eenheden, vendels. Er waren aanvankelijk 34 ajmags. In de loop van de 19e eeuw zou dat oplopen tot ruim 90. De vendels  hadden gefixeerde en gemarkeerde grenzen. Het gebruik van weidegronden werd beperkt tot één of enkele van die vendels. Het systeem van die vendels had tot gevolg, dat de traditionele autoriteit van de Khan's en stamhoofden vrijwel volledig verdween. Het creëerde voor de Mantsjoes grotere mogelijkheden voor controle, vergemakkelijkte de inning van belastingen en het opleggen van verplichte corveewerkzaamheden
Een soortgelijke territoriale indeling was al enkele decennia eerder in het gebied van Binnen-Mongolië  door de Mantsjoes gecreëerd, nadat de Chahar-Mongolen  waren verslagen. Deze territoriale indeling is in de periode van de Republiek China alsmede in de huidige Volksrepubliek  China gehandhaafd. Er zijn in Binnen-Mongolië nu negenenveertig vendels en drie zogenaamde autonome vendels.